# Iophon ostiamagna
Iophon ostiamagna är en svampdjursart som beskrevs av Wilson 1904. Iophon ostiamagna ingår i släktet Iophon och familjen Acarnidae.
Artens utbredningsområde är Galápagosöarna. Inga underarter finns listade i Catalogue of Life.